# Hạ Đình
Hạ Đình là một phường thuộc quận Thanh Xuân, thành phố Hà Nội, Việt Nam.

## Địa lý
Phường Hạ Đình có địa giới hành chính: 
- Phía đông giáp phường Khương Đình
- Phía tây giáp các phường Thanh Xuân Trung và Thanh Xuân Bắc
- Phía nam giáp huyện Thanh Trì
- Phía bắc giáp phường Thượng Đình.

Phường Hạ Đình có diện tích 93 ha (0,93 km2), dân số năm 2022 là 34.651 người, mật độ dân số đạt 37.259 người/km².

## Lịch sử
Địa bàn phường Hạ Đình trước đây là một phần xã Khương Đình thuộc huyện Thanh Trì.
Ngày 22 tháng 11 năm 1996, xã Khương Đình được chuyển về quận Thanh Xuân mới thành lập và được chia thành hai phường Hạ Đình và Khương Đình.